# Gertrudów
Gertrudów [pronunciación en polaco: /ɡɛrˈtruduf/] es un pueblo ubicado en el distrito administrativo de Gmina Gomunice, dentro del condado de Radomsko, voivodato de Łódź, en el centro de Polonia.  Se encuentra aproximadamente a 6 kilómetros al este de Gomunice, a 15 kilómetros al noreste de Radomsko y a 69 kilómetros al sur de la capital regional, Łódź.